# プログレスM-5
プログレスM-5はソビエト連邦が1990年にミール宇宙ステーションの補給のために打ち上げたプログレス補給船。ミールを訪れた64機のプログレスのうち23機目であり、プログレス-M 11F615A55型で、シリアル番号は206番だった。

## 搭載貨物
ミールEO7のクルーのための食料、水、酸素などや科学研究のための装置類、軌道補正やマニューバ実行のための燃料などが積まれていた。飛行後に物資を回収できるVBKラドゥガを搭載した10機のプログレスの1機目であった。

## 運用
プログレスM-5は1990年9月27日10時37分42秒(GMT)にバイコヌール宇宙基地1/5発射台からソユーズ-U2で打ち上げられた。2日後、9月29日12時26分50秒(GMT)にミール・コアモジュールの前方にドッキングした。
59日のドッキングの間、ミールは370-411kmの高度、51.6度の傾斜角の軌道を飛行した。11月28日6時15分46秒(GMT)にプログレスM-5はドッキングを解除し、同日の10時24分28秒頃軌道を離脱した。プログレスM-5は太平洋上で大気圏再突入を果たして燃え、燃え残りは会場に落下した。VBKラドゥガのカプセルは地球にパラシュートで降下し、11時4分5秒(GMT)ごろロシア共和国国内に着陸した。

## 註
1. 1 2 3 4  McDowell, Jonathan. “Satellite Catalog”.   Jonathan's Space Page. 2009年8月27日閲覧。
2. ↑  “Progress M-5”. NSSDC Master Catalog.   US National Space Science Data Center. 2009年8月27日閲覧。
3. 1 2  McDowell, Jonathan. “Launch Log”.   Jonathan's Space Page. 2009年8月27日閲覧。
4. ↑  Krebs, Gunter. “Progress-M 1 - 13, 15 - 37, 39 - 67 (11F615A55, 7KTGM)”.   Gunter's Space Page. 2009年8月27日閲覧。
5. 1 2 3  Anikeev, Alexander. “Cargo spacecraft "Progress M-5"”.   Manned Astronautics - Figures & Facts. 2007年10月9日時点のオリジナルよりアーカイブ。2009年8月27日閲覧。
6. ↑  Wade, Mark. “Progress M”.   Encyclopedia Astronautica. 2009年8月3日時点のオリジナルよりアーカイブ。2009年8月27日閲覧。